# بلسم (عصارة)
البَلْسَم هو الإفرازات الراتنجية (أو النسغ) التي تتكون على أنواع معينة من الأشجار والشجيرات.

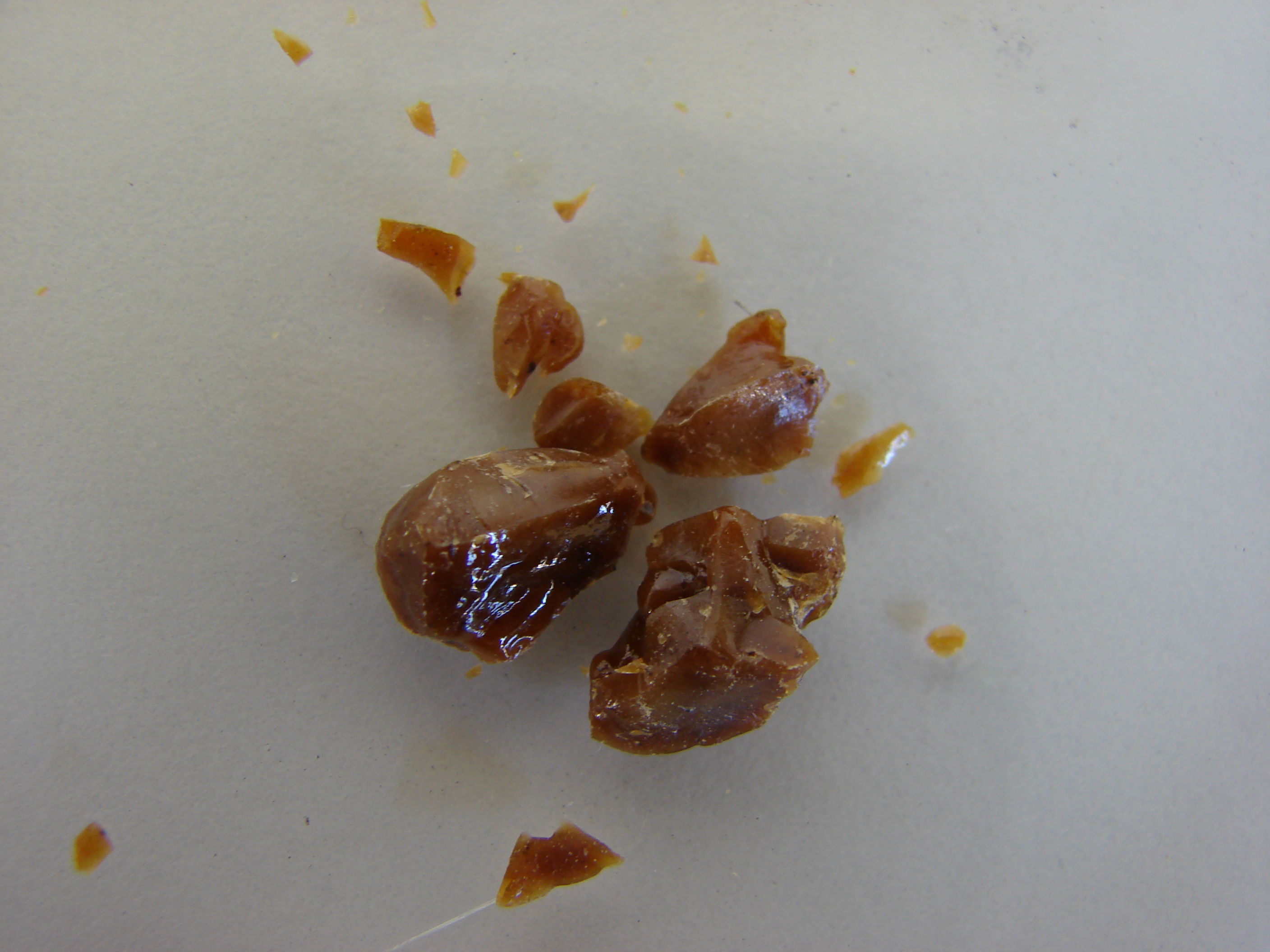

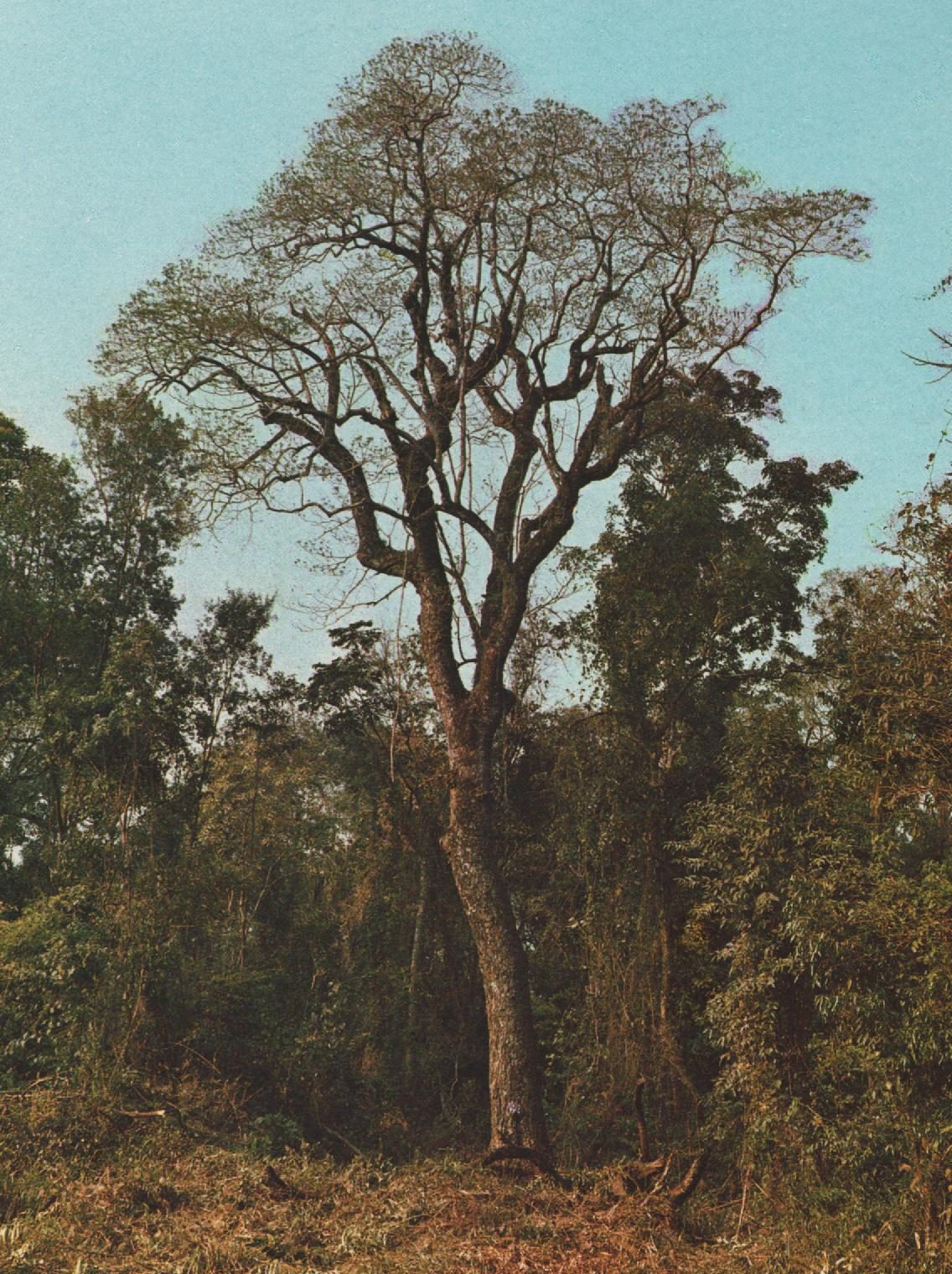
شجر البلسم ، مصدر بلسم البيرو وبلسم طولوهو جنس شجرة ينمو في أمريكة الوسطى وأمريكة الجنوبية.

## بلسم المطرية
كان بلسم المطرية[بحاجة لمصدر] مادة مشهورة بأنها الدواء الشافي بين الأطباء في الشرق الأوسط وأوربة خلال العصور القديمة والعصور الوسطى. لطالما استخدمت المادة دواءً حيث عُرفت المادة نحو 285 قبل الميلاد. قيل إن بلسم المطرية مشتق من نبات مصري ويشار إليه أحيانًا باسم بلسم جلعاد أو بلسم مكة. 

## قائمة البلسم
- راتنج أكَرْوِيد ( من المصفورة)
- الحلتيت
- بلسم مكة
- بلسم الشوح - (من الشوح البلسمي)
- بلسم بيرو
- بلسم طولو
- المقل
- راتنج البنزوين
- بخور
- كافور
- سماق ورنيشي سيال
- كبية (من الكبية)
- كوبال
- دمر
- دم التنين
- اللبان (من شجرة اللبان)
- جياك (من جياك طبي)
- المصطكى
- المر
- بلسم أُبَيرة ( الدفلية)
- جاوشير
- القلفونية
- سندروس
- عنزروت
- ميعة
- زيت التربنتين